# Ali Abdi
Ali Abdi (arabisch علي العابدي, DMG ʿAlī al-ʿĀbidī; * 20. Dezember 1993 in Sfax) ist ein tunesischer Fußballspieler.

## Karriere

### Klub
Er startete seine Karriere in der Jugend von Sfax Railways Sports und ging dort auch später in die erste Mannschaft über. Zur Saison 2011/12 wechselte er zu JS Kairouan, wonach es aber gleich zur Folgespielzeit weiter zu Espérance Tunis ging. Anfang 2014 wurde er hiervon zu Stade Tunisien verliehen, nach dem Ende der laufenden Spielzeit kehrte er dann zu seinem Stammverein zurück. Zur Spielzeit 2016/17 wechselte er ablösefrei zu Club Africain. In der Saison 2019/20 schloss er sich mit seinem Wechsel zum Paris FC in Frankreich erstmals einem Klub im Ausland an. Seit der Runde 2021/22 war er bei SM Caen aktiv, bevor er 2024 zu OGC Nizza wechselte.

### Nationalmannschaft
Seinen ersten Einsatz für die tunesischen A-Nationalmannschaft hatte er am 25. März 2021, bei einem 5:2-Sieg über Libyen während der Qualifikation für den Afrika-Cup 2022. Hier stand er in der Startelf und wurde in der 63. Minute für Oussama Haddadi ausgewechselt. Nach weiteren Qualifikations- und Freundschaftsspielen stand er dann auch nach der erfolgreichen Qualifikation im Kader der Endrunde. Hier bekam er in einem Gruppenspiel ein wenig Einsatzzeit.